# Robert Kessler
Robert Kessler (ur. 5 kwietnia 1973 w Neuwied) – niemiecki żużlowiec, posiadający również polskie obywatelstwo.

## Życiorys
Trzykrotny medalista indywidualnych mistrzostw Niemiec: srebrny (2002) oraz dwukrotnie brązowy (1996, 1997). Dwukrotny złoty medalista młodzieżowych indywidualnych mistrzostw Niemiec (1992, 1993). Dwukrotny złoty medalista drużynowych mistrzostw Niemiec (2000, 2004).
Finalista indywidualnych mistrzostw świata juniorów (Elgane 1994 – XIV miejsce). Srebrny medalista klubowego Pucharu Europy (Diedenbergen 1999), w barwach klubu MSC Diedenbergen. Reprezentant Niemiec w eliminacjach indywidualnych mistrzostw świata (1994, 1997, 1998) oraz drużynowego Pucharu Świata (2002).
Poza startami w lidze niemieckiej, startował również w lidze polskiej – w barwach klubów Falubaz Zielona Góra (1990, 2005), Śląsk Świętochłowice (1993–1994), Polonia Piła (1998) oraz Orzeł Łódź (1999), w sezonie 1998 zdobywając srebrny medal drużynowych mistrzostw Polski. Startował także w lidze brytyjskiej – w barwach klubów z Sheffield (1994, 1996, 1997, 2000, 2001), King’s Lynn (1999), Hull (2002), Belle Vue (2002), Stoke (2003-2006), Peterborough (2004), Redcar (2007, 2009), Rye House (2007, 2010), Mildenhall (2008) oraz Coventry (2008).